# Ferreiros (Amares)
Ferreiros is een plaats (freguesia) in de Portugese gemeente Amares en telt 2 879 inwoners (2001).

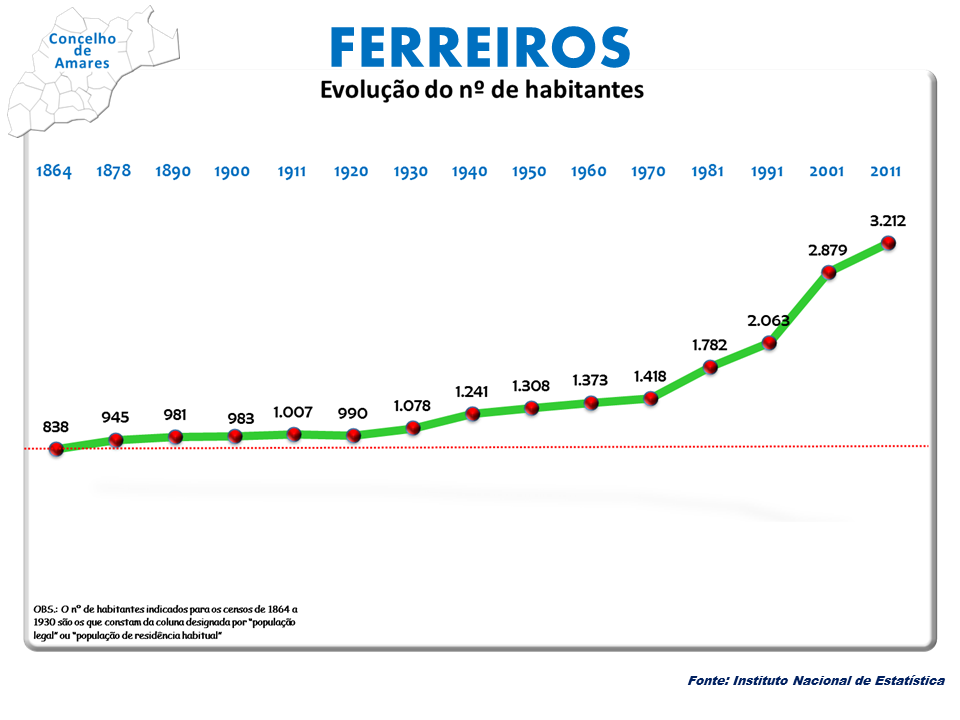
Bevolkingsontwikkeling tussen 1864 en 2011